# Ulting Wick
Ulting Wick – ogród w Anglii, w hrabstwie Essex, w dystrykcie Maldon. Leży 10 km na wschód od miasta Chelmsford i 58 km na północny wschód od Londynu.